# 全朝鮮諸政党社会団体代表者連席会議
全朝鮮諸政党社会団体代表者連席会議（ぜんちょうせんしょせいとうしゃかいだんたいだいひょうしゃれんせきかいぎ、전조선 제정당사회단체 대표자 연석회의）又は南北連席会議（なんぼくれんせきかいぎ、남북 연석회의）は、南朝鮮のみの単独政府樹立に反対する南北の政党・社会団体代表が5.10単独選挙を阻止する統一民主国家樹立のために対策を論議した会談を言う。1948年4月19日から始められたこの会議は、金九、金奎植及び金日成、金枓奉と等しい南北の名望家が多数参席してその所期の目的を成し遂げようとしたものの結局余り成果もなく終了した。この後朝鮮民主主義人民共和国政権の樹立に利用されたとの評価とたとえ失敗に終わったとしても統一運動の指針を提供しながら朝鮮人民の統一の意志を発散させることと解釈する見解が存在している。

## 統一政府樹立のための努力
米ソ共同委員会の決裂以後米国の朝鮮半島政策が中道派中心の南北統一政府樹立方案から李承晩及び韓国民主党中心の南朝鮮単独政府樹立に入れ替わり、朝鮮半島問題が米国が主導する国際連合に移管される南朝鮮のみの単独政府樹立の可能性が高まった。これに左右合作運動を主導した金奎植は、呂運亨の逝去後、民主同盟・新進党・社会民主党など中道派勢力を糾合して民族の自主路線を標榜する「民族自主連盟」を結成した。

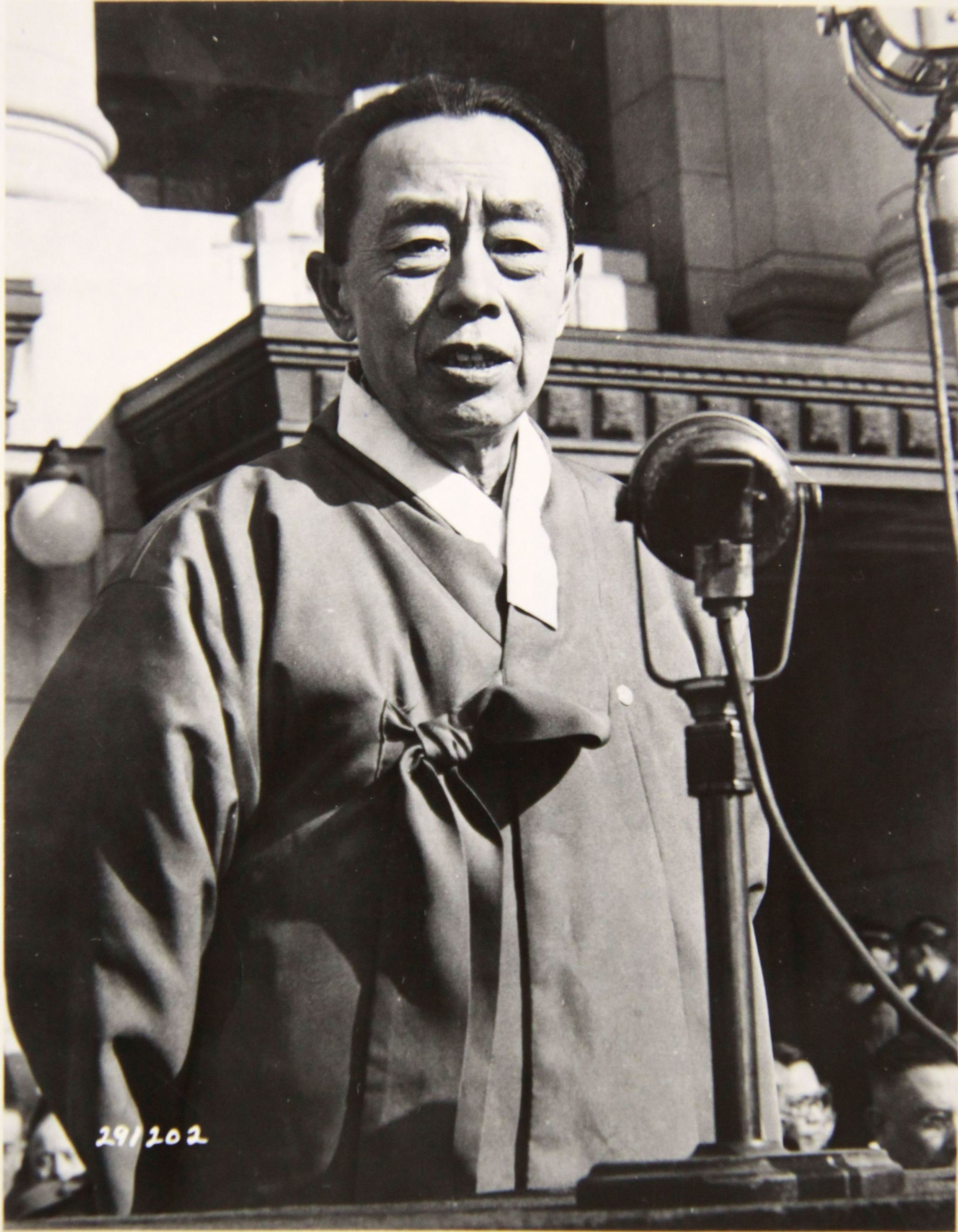
民族自主連盟の党首金奎植

金九もまた信託統治反対運動を一緒に行うよう李承晩勢力及び韓国民主党などが樹立を主張する一方で1947年12月2日に発生した張徳秀の暗殺事件の背後で金九が注目された。金九は自身が法廷に立たないと李承晩の助けを要請すると李承晩は拒絶した。李承晩は張徳秀暗殺事件で危機を処理する国民会議を放置して韓民党と連帯して独自に「韓国民族代表団」を構成して金九は大いに憤った。1947年12月22日金九は単独政府絶対反対と「韓国民族代表団」の解散を主張した。李承晩と金九の互いの非難に韓民党は政治的に良いように利用していた。金九はこれと決別して再び金奎植と行動する路線を共にした。1948年1月8日、総選挙問題を論議するために国際連合韓国臨時委員団が入国した。1月26日、27日の両日、韓国臨時委員団と金九・金奎植・李承晩の間で開かれた会談の場で金九は「米ソ両軍撤退→南北要人会談→総選挙という順序で政府樹立」の3段階の方案を提示した。2月4日には北の金日成・金枓奉に南北要人会談を提議する書信を送った。また1948年1月8日には総選挙問題論議の為に朝鮮に入国した国際連合韓国臨時委員団に南北協商方案を提示する一方、2月10日には南朝鮮のみの単独政府樹立を反対する声明を発表した後、3月8日再び南北協商を提議した。
これに金日成・金枓奉は、3月25日、自身が属する「北朝鮮民主主義民族統一戦線」の名義で受諾の返事をした。金日成・金枓奉らは声明書を通じて平壌放送を通じて朝鮮の政治の現状に関して意見を交換し、南朝鮮単独政府樹立を前提とする国連総会の総選挙決定に反対するための対策を樹立する一方、朝鮮の統一と民主主義に立脚する統一政府の樹立に関する対策などを討議する為に「朝鮮の統一的自主独立の為に全朝鮮政党・社会団体代表者連席会議を開催する」と発表した。しかし既に金日成と金枓奉らは、事実上の議会に等しい機能を持つ団体最高人民会議を構成している状態であった。
これから5日後の3月30日には北朝鮮労働党をはじめとする北の9個の政党・団体の名義で南の韓国独立党など全ての政党・社会団体に「全朝鮮諸政党社会団体代表者連席会議」開催を提議する書信を送るに至った。
このように北朝鮮が金九・金奎植の会談提議を受諾したのに韓国民主党を除く南朝鮮の全ての政党・社会団体は即刻支持と積極的な参加を表明して4月19日平壌で全朝鮮諸政党社会団体代表者連席会議が開催された。

## 連席会議と「4金会談」の開催
4月19日から平壌の牡丹峰劇場での連席会議で南朝鮮の41個の政党・社会団体と北朝鮮の15個の政党・社会団体から選出された695名の代表者が参席するのだが、これは当時南北を全ての左・右勢力の大部分を網羅していた。実際に南朝鮮からは南朝鮮労働党・勤労人民党など左翼系列の政党だけでなく韓国独立党・民族自主連盟など右翼系列の政党も参加しただけではなく、朴憲永・白南雲・金九・金奎植・趙素昻などの有名人などの左翼及び右翼も参席した。
会議が試みられた19日には連席会議を導いてゆく主席団選挙、祝文・祝電の紹介があり、20日には休会、21日は金日成の「北朝鮮政治情勢報告」を試みて白南雲・朴憲永の「南朝鮮情勢報告」を行い、22日の討論では国際連合韓国臨時委員団の単独選挙実施を糾弾して5.10単独選挙の実施を阻止することは勿論南北全てから外国軍が直ちに撤収することに身を捧げると発表した。この討論を基礎に会議の最終日の23日、南北の代表者は分断を阻止するために各政党・社会団体の具体的な行動統一を規定する「南朝鮮分断断定反対闘争対策に関する協定書」と「朝鮮人民が自己の意のままに民主的選挙を実施して統一民主国家を創設する手法がある故に米ソ両国軍が同時に朝鮮半島から撤収すること」を公式に要求する「米ソ両軍政府に送る全朝鮮政党社会団体連席会議要請書」と共に「南朝鮮同胞に関する決定書」・「全朝鮮同胞に檄する」などが満場一致で採択された。.
連席会議が終わる4月26日から30日の間には金奎植が北を訪れる直前に提案した独裁政権排撃・総選挙実施・戦争防止方案準備など5項目を重点的に処理する「全朝鮮諸政党社会団体指導者協議会」（または15人指導者協議会）が行われた。この「15人指導者協議会」には南の金九・金奎植・趙素昻・趙琬九・洪命熹・金朋濬・李克魯・厳恒燮（以上右翼）・許憲・朴憲永・白南雲（以上左翼）と北の金日成・金枓奉・崔庸健・朱寧河（北は全て左翼）が集まった。一方これと共に金九と金奎植の要請で金九・金奎植・金日成・金枓奉の4金会談、金奎植と金日成の両金会談も行われた。しかし重要な話は、論議されることはなく、ここから金九と金奎植は、ただ1．南朝鮮に対する送電継続、2．延白水利組合の解放、3．曺晩植の越南を認めることなどを金日成に披瀝し、金日成は1項目と2項目は受諾したが、3項目は異見があり、合意を得ることはできなかった。（しかし金日成は金九と金奎植が南朝鮮に帰還する前に農業用水を全部絶ってしまった。）
そうすると4月30日、「全朝鮮諸政党社会団体指導者協議会」の名義で共同声明書が発表された。共同声明書には1．外国軍の即時撤退、2．外国軍の撤退後内戦が発生することのないことの確認、3．全朝鮮政治会議召集→総選挙により立法機関の誕生→憲法制定と統一政府樹立の4段階統一政府構成案、4．南朝鮮単独選挙絶対反対などの4項目が、盛り込まれた。しかし2項目目と3項目目は、北朝鮮では同意の得ることのない内容であった。.

### 南の人士の反発
このように協商過程で北は一方的な態度を見せ、南の人士の反発は酷かった。民族自主連盟の金奎植は、病気を口実に4金会談にのみ参加し会議に参加することはなく、連席会議中参加した張建相・呂運弘らは、議事決定過程に問題があると抗議することもあった。
張建相は連席会議中「わが同胞は共産主義を戴く術はない。我々が勤労人民党運動をすることは、共産社会を組織することがない平等の理念で穏やかに生きるところがある」と主張したことを問題とすることは、北朝鮮によって一時軟禁されることになった。張建相は金九、金奎植が出発してから15日後にソウルに戻ることになった。これも彼と親分がいた朝鮮労働党委員長洪命熹・金枓奉のおかげであった。